# Štitnjak
Štitnjak falu Horvátországban, Pozsega-Szlavónia megyében. Közigazgatásilag Pozsegához tartozik.

## Fekvése
Pozsegától 6 km-re északnyugatra, a Pozsegai-medencében, a Verőcéről Pozsegára menő úttól keletre, Marindvor és Golobrdci között, a Sovinjak-patak partján fekszik.

## Története
A település már a középkorban is létezett. 1382-ben „Stichnyk” alakban bukkan fel először, 1421-ben „Scythnyk”, 1445-ben „Stithnyk” néven köznemesek nevében találjuk. A török uralom idejében horvát katolikusok lakták. 1673-ban még jól látszódtak középkori Szent János templomának maradványai. 1698-ban „Stittnyak” néven 3 portával szerepel a török uralom alól felszabadított szlavóniai települések összeírásában. 1702-ben 6, 1730-ban 8, 1745-ban 10 ház állt a településen.
Az első katonai felmérés térképén „Dorf Stitnyak” néven látható. Lipszky János 1808-ban Budán kiadott repertóriumában „Stitnyak” néven szerepel. Nagy Lajos 1829-ben kiadott művében „Stitnyak” néven 22 házzal, 166 katolikus vallású lakossal találjuk.
1857-ben 86, 1910-ben 117 lakosa volt. 1910-ben a népszámlálás adatai szerint teljes lakossága horvát anyanyelvű volt. Pozsega vármegye Pozsegai járásának része volt. Az első világháború után 1918-ban az új szerb-horvát-szlovén állam, majd később (1929-ben) Jugoszlávia része lett. 1991-ben lakosságának 94%-a horvát nemzetiségű volt. 2001-ben 54 lakosa volt.

## Lakossága
| Lakosság változása | Lakosság változása | Lakosság változása | Lakosság változása | Lakosság változása | Lakosság változása | Lakosság változása | Lakosság változása | Lakosság változása | Lakosság változása | Lakosság változása | Lakosság változása | Lakosság változása | Lakosság változása | Lakosság változása | Lakosság változása |
| ------------------ | ------------------ | ------------------ | ------------------ | ------------------ | ------------------ | ------------------ | ------------------ | ------------------ | ------------------ | ------------------ | ------------------ | ------------------ | ------------------ | ------------------ | ------------------ |
| 1857               | 1869               | 1880               | 1890               | 1900               | 1910               | 1921               | 1931               | 1948               | 1953               | 1961               | 1971               | 1981               | 1991               | 2001               | 2011               |
| 86                 | 88                 | 81                 | 103                | 115                | 117                | 111                | 101                | 132                | 121                | 152                | 95                 | 77                 | 60                 | 59                 | 54                 |